# Amazonides pseudasciodes
Amazonides pseudasciodes är en fjärilsart som beskrevs av Emilio Berio 1976/77. Amazonides pseudasciodes ingår i släktet Amazonides och familjen nattflyn. Inga underarter finns listade i Catalogue of Life.